# 訃報 1983年7月
訃報 1983年7月（ふほう 1983ねん7がつ）では、1983年（昭和58年）7月中に物故した、又は物故が報じられた人物についてまとめる。

## （1日 - 15日）

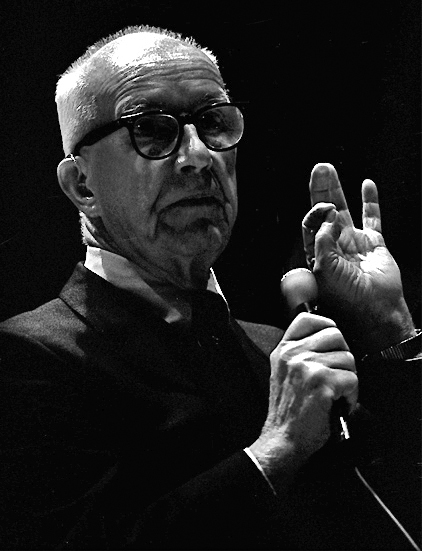
バックミンスター・フラー／7月1日没

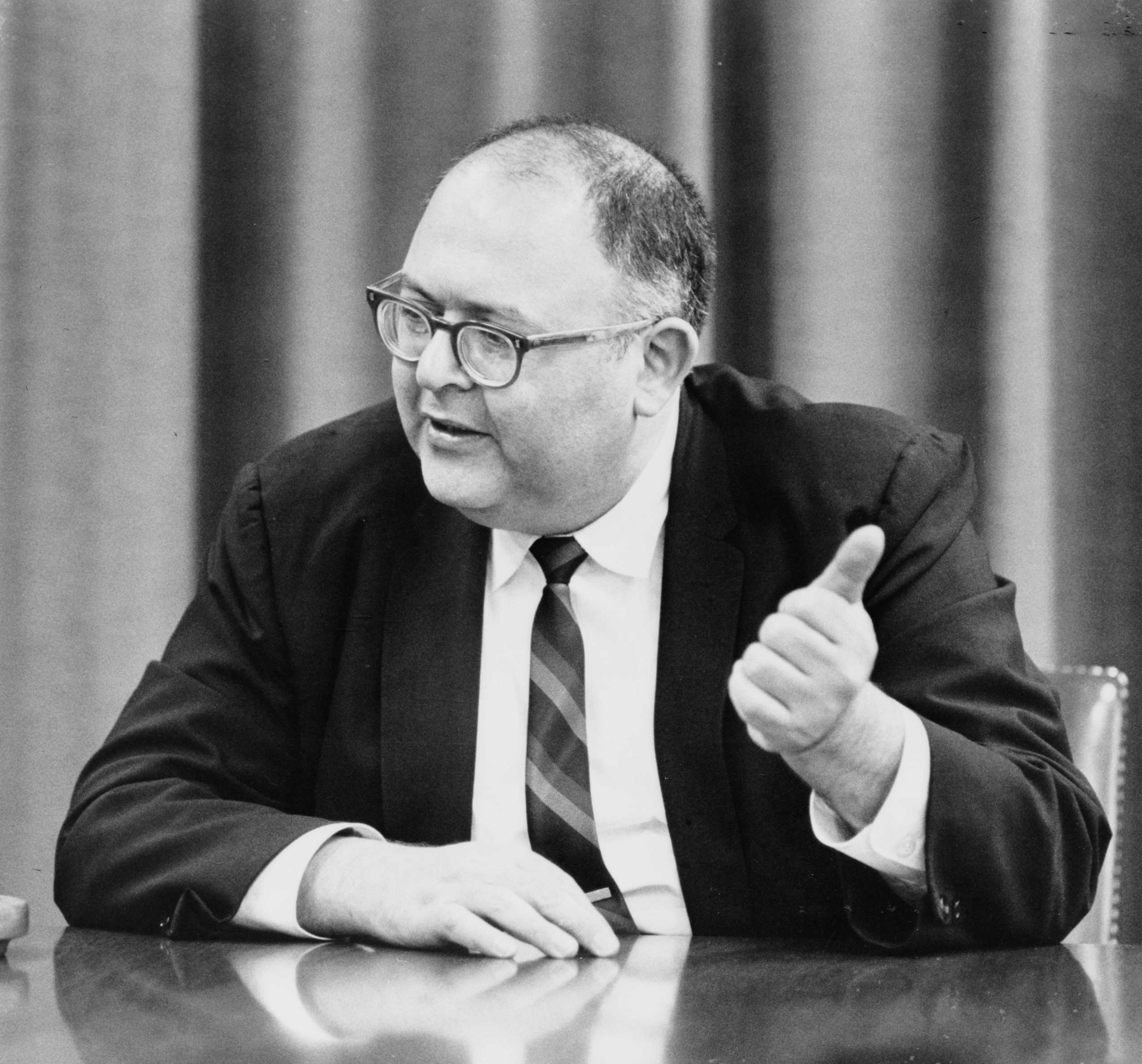
ハーマン・カーン／7月7日没

- 7月1日 - バックミンスター・フラー、建築家・数学者・発明家・思想家(* 1895年)
- 7月7日 - ハーマン・カーン、未来学者(* 1922年)
- 7月8日 - 高柳重信、俳人(* 1923年)
- 7月13日 - 円城寺満[要出典]、元プロ野球審判(* 1910年)

## （16日 - 31日）

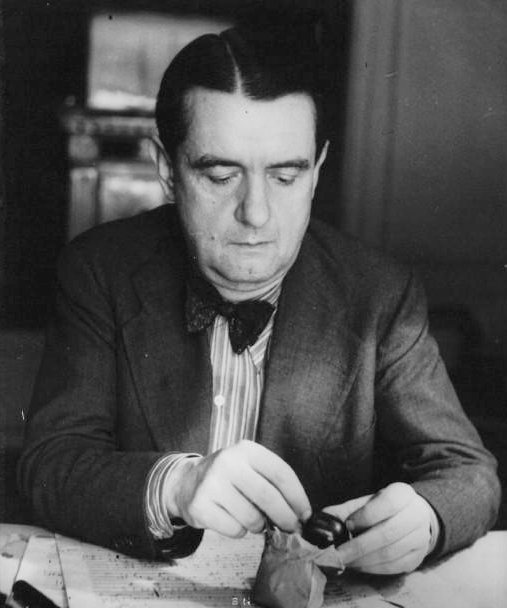
ジョルジュ・オーリック／7月23日没

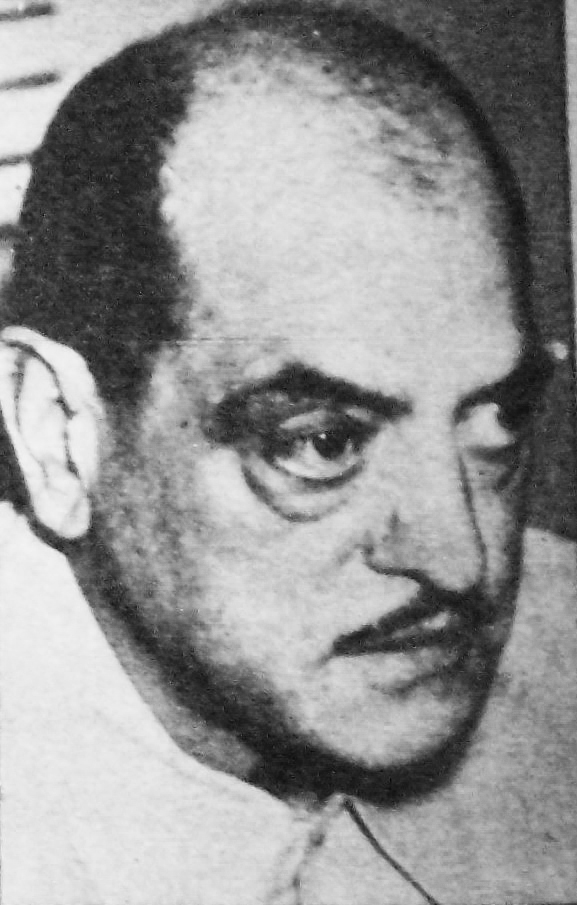
ルイス・ブニュエル／7月29日没

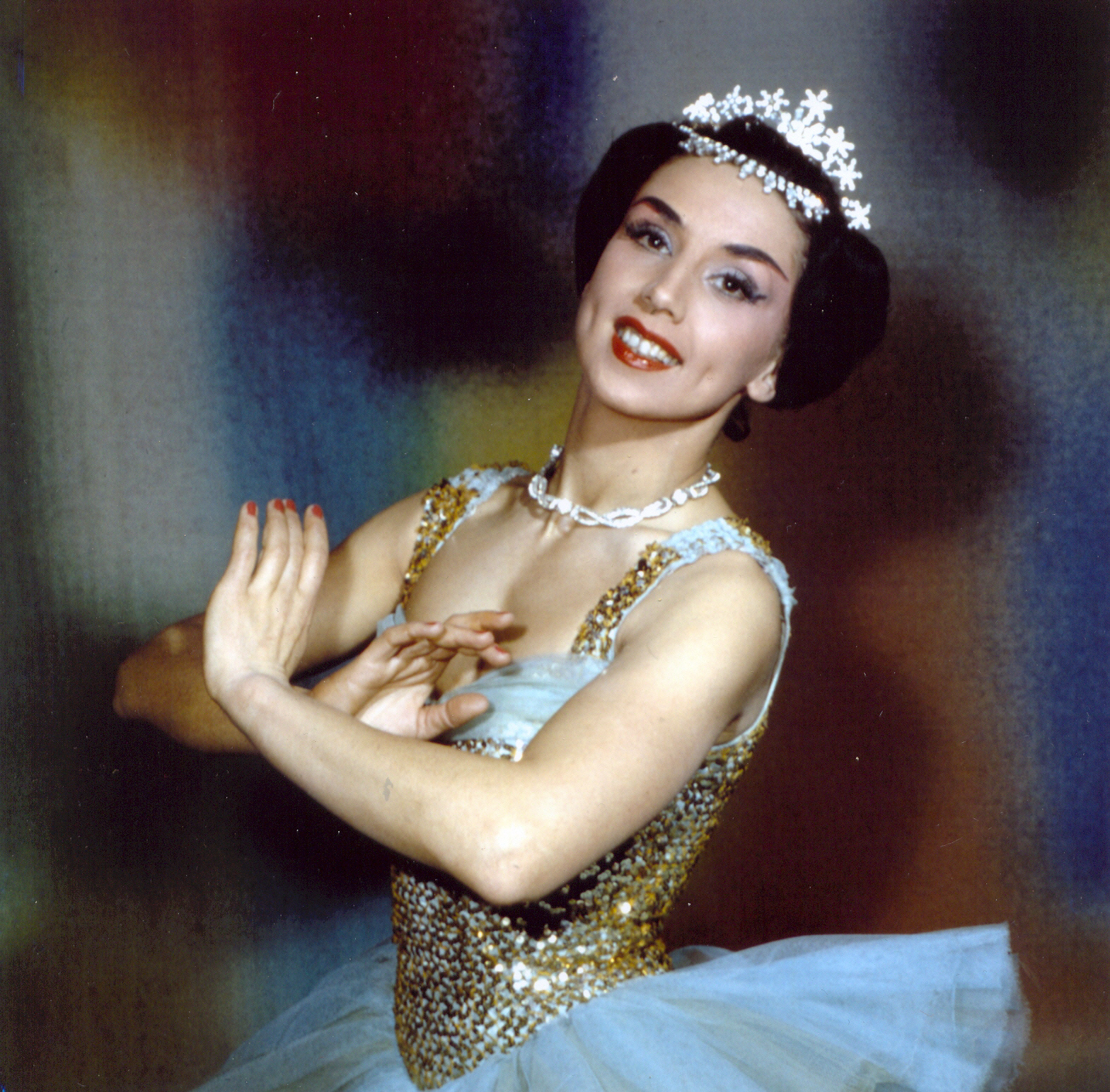
エバ・パブリック／7月31日没

- 7月16日 - セルゲイ・チャリバシビリ、高飛び込み選手（* 1962年）
- 7月20日 - 富松信彦、元プロ野球選手(* 1917年)
- 7月23日 - ジョルジュ・オーリック、作曲家(* 1899年)
- 7月29日 - ルイス・ブニュエル、映画監督・脚本家(* 1900年)
- 7月31日 - 二世西川鯉三郎、舞踊家・名古屋西川流(* 1909年)
- 7月31日 - エバ・パブリック、フィギュアスケート選手(* 1927年)